# Hatišerif
Hatišerif ili Hatihumajun je svečana povelja (ferman) turskog sultana. Prvobitno to je bilo vlastoručno sultanovo pismo.
Poznati su:
- Hatišerif iz 1829.
- Hatišerif iz 1830. kojim je Srbija stekla unutrašnju nezavisnost.
- Hatišerif iz 1833.
- Hatišerif iz 1838. odnosno Turski ustav
- Hatišerif od Gilhane (Gilhana je ime paviljona carskog saraja u Istanbulu)[2] 3. novembra 1839. kojim su nagoveštene reforme u Turskoj i kojim su svi nemuslimanske veroispovesti stekli ista prava.
- Hatihumajun sultana Abdul Medžida I od 18. februara 1856. kojim se garantuju verske slobode hrišćana u turskoj carevini.

Obe reči vuku koren iz arapskog-persijskog jezika i imaju značenje „pismo, rukopis”.